# Putto

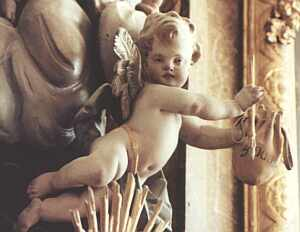
Putto in het barokklooster van Obermarchtal

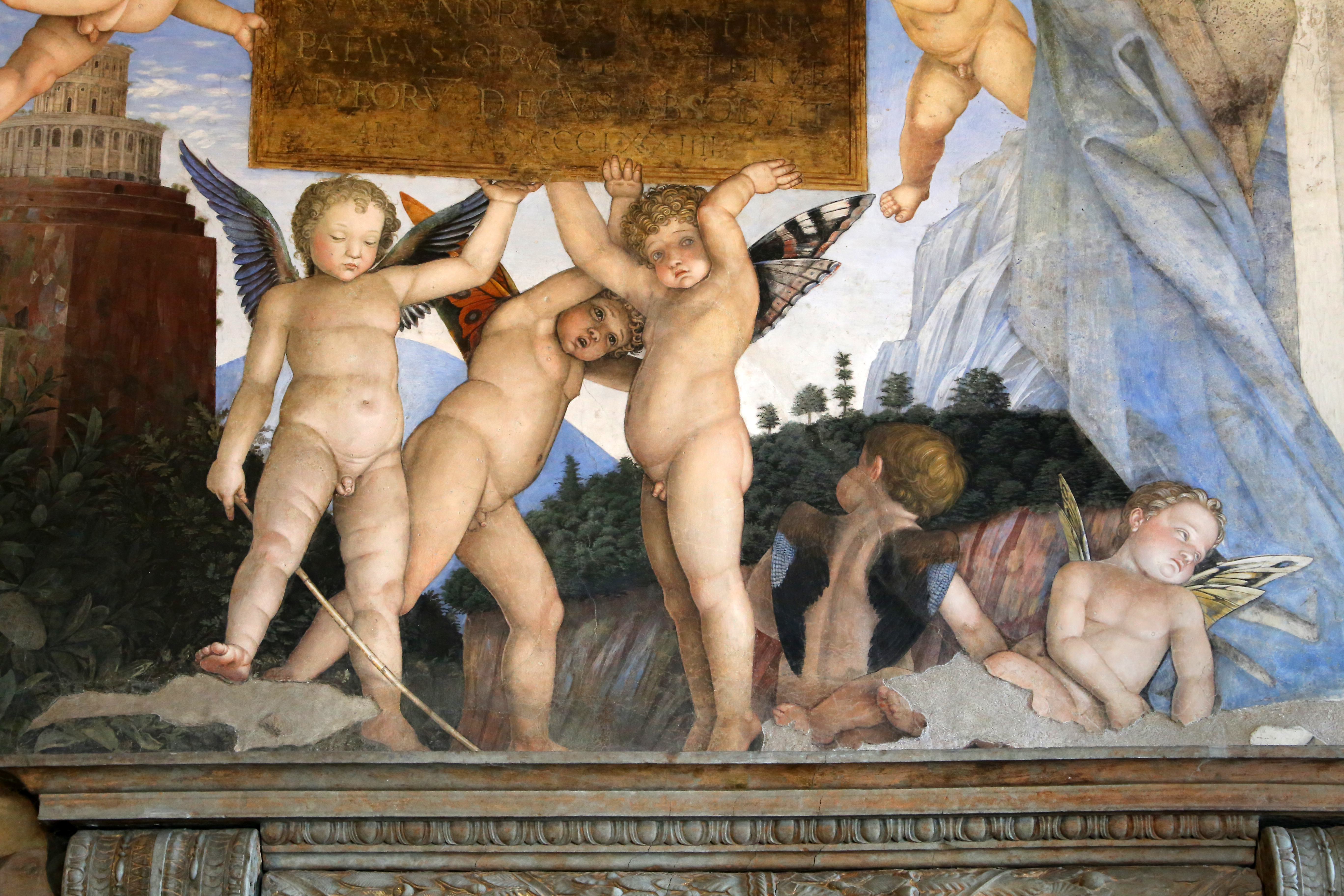
Andrea Mantegna, detail van het Camera degli Sposi, Palazzo Ducale in Mantua, 1465–74

Een putto (meervoud: putti) is in de beeldhouw- en schilderkunst een mollig kinderfiguurtje, bijna altijd mannelijk en meestal naakt. Als het kind vleugeltjes heeft, spreekt men ook van een cherubijntje. Als het de liefdesgod Cupido (Amor) of Eros afbeeldt, spreekt men van een amorino (meervoud: amorini) of amoretto (meervoud: amoretti), niet te verwarren met amaretto. 
Het woord putto komt uit het Italiaans en was oorspronkelijk een (scheld)naam voor een kleine jongen, van het neutrale Latijn putus (afgeleid van putare 'reinigen'). 
In de oudheid waren putti minnegodjes die bijvoorbeeld worden aangetroffen op kindersarcofagen, dansend, strijdend, musicerend of anderszins. In de middeleeuwen kwamen zij zelden voor, maar in de renaissance-, barok- en rococokunst was er een herleving van deze figuurtjes, vaak toegeschreven aan de Florentijnse beeldhouwer Donatello (1386-1466).
De putti werden  afgebeeld als kinderen van zeer jeugdige leeftijd, speels en dartel, gewapend met pijl-en-boog, of bloemenkransen dragend. Veelal hadden zij kleine vleugels en waren ze geblinddoekt als symbool voor de blinde liefde ("liefde is blind"). De figuurtjes waren herhaaldelijk in gezelschap van Venus. 
Putti hadden behalve een decoratieve functie vaak ook een allegorische betekenis.

## Trivia
In Paleis Noordeinde in Den Haag bevindt zich een zogeheten Puttizaal, omdat er op de wandbespanning talloze putti zijn afgebeeld.